# Christine Brusson
Pour les articles homonymes, voir Brusson.
Christine Brusson est une écrivaine française qui vit à Lodève dans l'Hérault.

## Biographie
Née le 6 juillet 1963 à Cosne-sur-Loire, Christine Perrot passe son enfance dans un petit village du Sancerrois. Lorsqu’elle a neuf ans, sa famille déménage et s’installe dans une petite ville du Thymerais, à 100 kilomètres de Paris. À dix-sept ans, elle entreprend à Versailles des études d’architecture, qu’elle abandonne aussitôt. Elle y rencontre son premier mari, dont elle se séparera et divorcera quelques mois après la naissance de sa fille, Gilberte-Anne, en 1982. Il l’emmène sur ses chantiers et lui communique sa passion pour la restauration des maisons. L’année suivante, elle s’inscrit à la Sorbonne et obtient en 1985 une maîtrise de Lettres sous la direction de Marie-Claire Bancquart. Son mémoire s’intéresse à La solitude dans l’œuvre de Valery Larbaud. Certifiée de Lettres modernes en 1986, elle est mutée en 1987 dans un village du Thymerais, où elle restera douze ans à enseigner le français en collège.
En 1994, elle se remarie et devient Christine Brusson. L’année suivante, elle publie un récit, L'Arbre chez L’Arpenteur/Gallimard. En 1999, elle déménage dans le Lodévois et se consacre à la rénovation de bâtiments, expérience dont elle tirera un guide de rénovation aux Éditions Eyrolles en 2008 et un essai La maison en chantier aux Éditions des Équateurs en 2009.
En 2003, elle avait cessé d’enseigner et recommencé à écrire.

## Publications
- L’Arbre, Éditions Gallimard/L’Arpenteur, 1995 récit signé Christine Perrot.
- Rénovation intérieure de A à Z, Éditions Eyrolles, 2008 guide pratique signé Danielle Brusson.
- Alexis, la vie magnétique, Éditions du Rocher, 2008 roman dont le héros est Alexis Didier, le plus grand voyant du XIXe siècle.
- La Maison en chantier, Éditions des Équateurs, 2009 essai sur le chantier.
- Les Dessous de la littérature, Éditions des Équateurs, 2010 recueil de pastiches érotiques.
- La Splendeur du soleil, Éditions des Équateurs, 2010 roman dont le héros est le sculpteur sur cire Gaetano Giulio Zumbo.
- Le Génie du sexe,  Éditions des Équateurs, 2012.